# كوروم
في أواخر الألفية الثالثة قبل الميلاد كان كوروم الحاكم الجوتي العاشر من سلالة جوتي في سومر المذكورة في«قائمة الملوك السومريين». وفقاً لهذه القائمة: كان كوروم خليفة أيار لنكب، ثم خلف خابيلكن كوروم.